# Telstar 2
Telstar 2 – amerykański satelita telekomunikacyjny (aktywny retransmiter) i naukowy, bliźniak satelity Telstar 1. Wystrzelony 7 maja 1963 z kosmodromu Cape Canaveral Air Force Station. Wyposażony w 3600 ogniw słonecznych dostarczających energię elektryczną do urządzeń pokładowych.
Telstar prowadził pomiary dystrybucji protonów i elektronów w pasach Van Allena.
Oś obrotu statku zaraz po wystrzeleniu była nachylona do płaszczyzny ekliptyki pod kątem 80°. Początkowe tempo obrotu wynosiło 180 obr./min. 
W odróżnieniu od Telstara 1, dane naukowe mogły być przesyłane „na żywo”, poprzez mikrofalowe łączne telemetrii.
Satelita umożliwił wielokrotne transmisje telewizyjne biało-czarne i barwne, m.in. z Ameryki do Europy i na odwrót, przy czym czas trwania transmisji był dwukrotnie dłuższy od okresów przekazywania przez Telstara 1.
Satelita przestał działać po programowym wyłączeniu nadajnika, 16 maja 1965. Pozostaje na orbicie okołoziemskiej, której trwałość szacowana jest na 200 000 lat.